# CF Pachuca

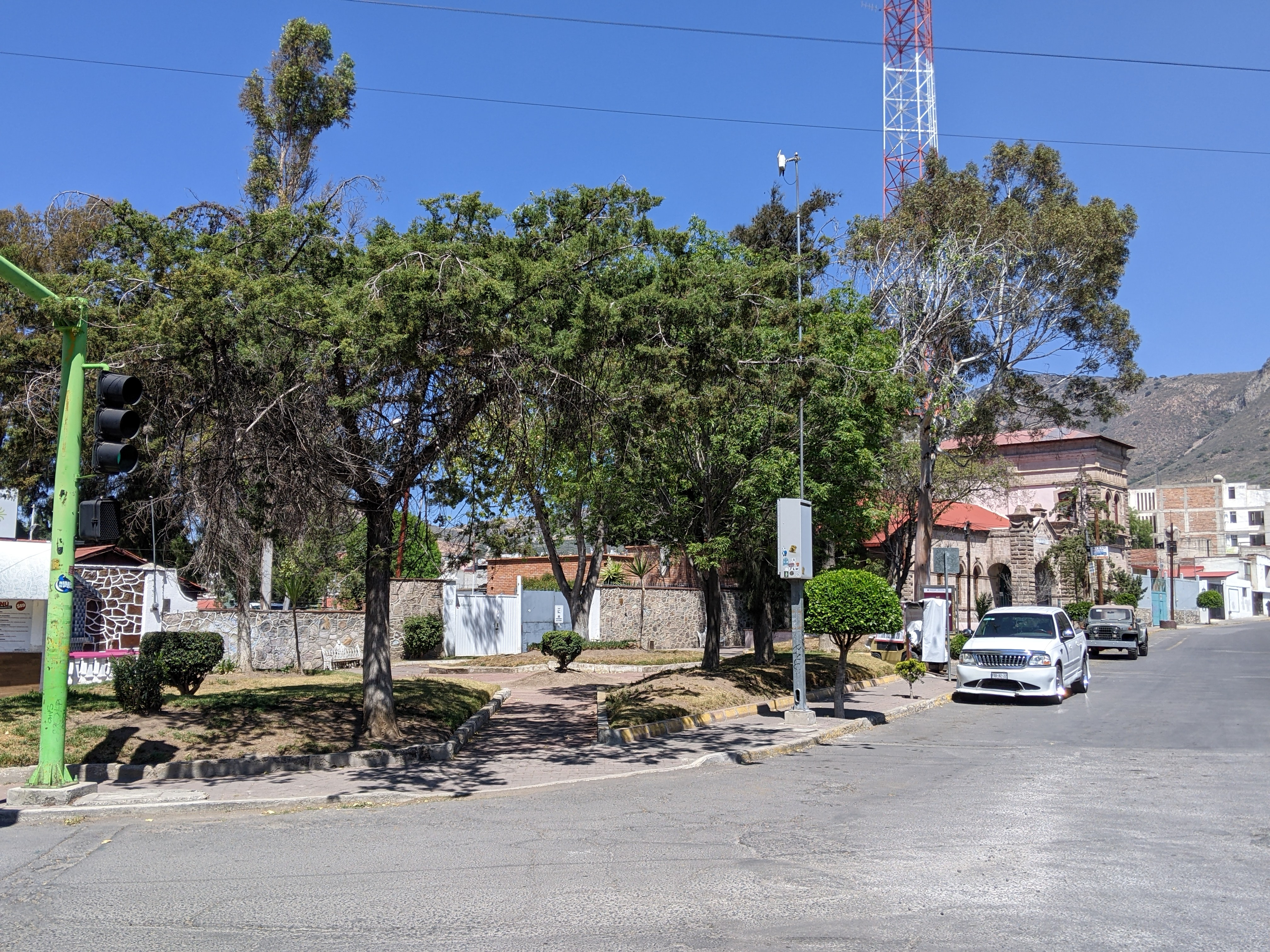
Auf dem Platz (links) vor dem alten Bahnhof in Pachuca (im Hintergrund) wurde 1892 wahrscheinlich erstmals in Mexiko Fußball gespielt.

Meistermannschaft von 1905

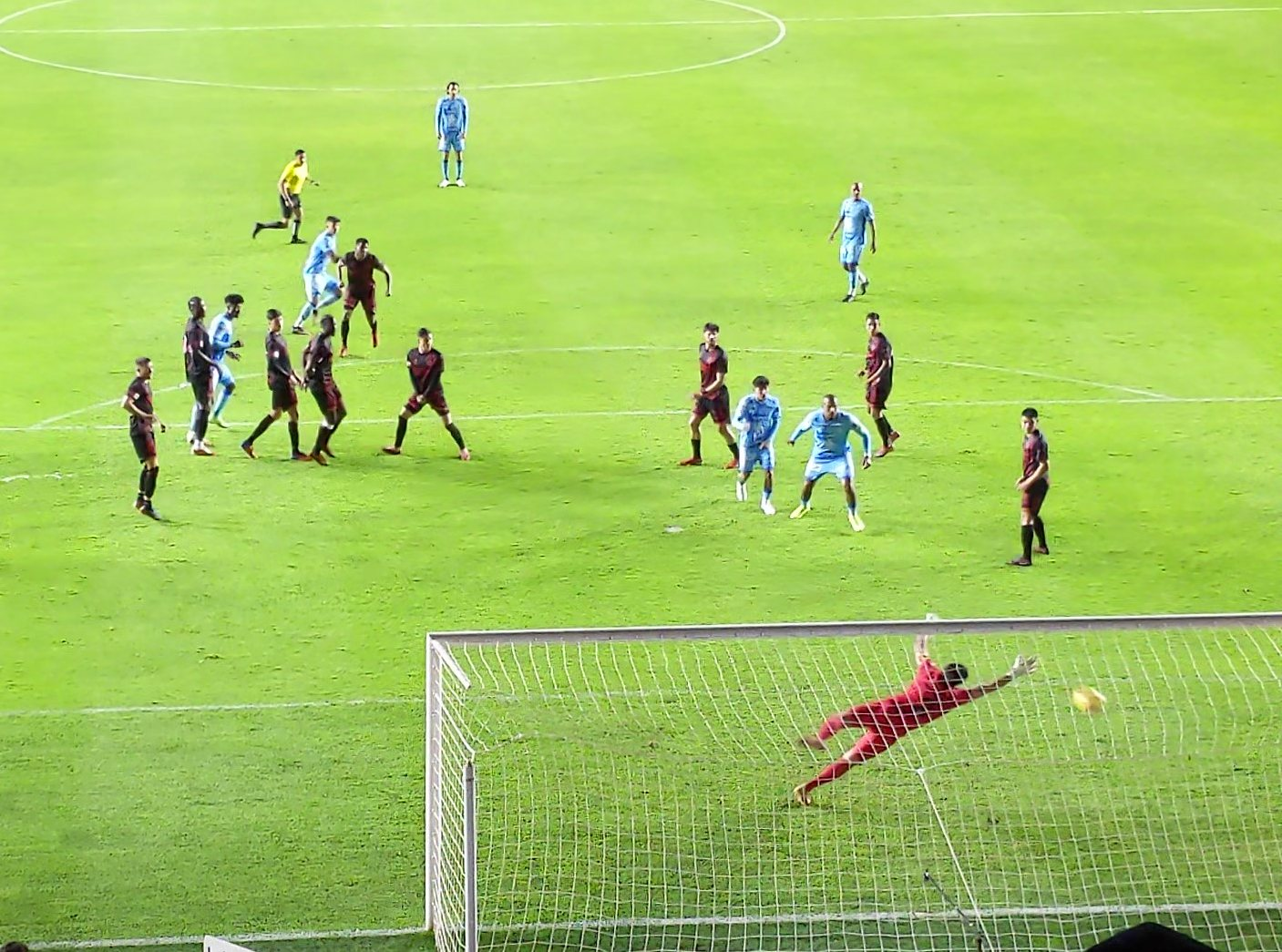
Freistoßtor zur 1:0-Führung des CF Pachuca in einem Heimspiel gegen die Xolos de Tijuana am 16. März 2025

Der Club de Fútbol Pachuca, kurz Pachuca, ist ein mexikanischer Fußballverein, der in der Liga MX spielt.
Der 1901 in Pachuca de Soto gegründete Verein ist der älteste der Liga MX, der höchsten mexikanischen Fußballliga. Er bezeichnet sich auch gerne als den überhaupt ältesten noch existierenden Fußballverein des Landes, liegt darin allerdings im Streit mit der Stadt Orizaba, die sich mit dem Orizaba Athletic Club ebenfalls darauf beruft, die älteste Fußballmannschaft Mexikos zu stellen.

## Geschichte
Gemäß neuesten Erkenntnissen gründeten englische Techniker und Bergmänner der Gesellschaft „Real del Monte y Pachuca“ bereits 1892 den Pachuca Football Club, aus dem bereits ein Jahr später der Pachuca Athletic Club und 1950 der heutige CF Pachuca wurde.
In der Anfangszeit waren die englischen Einflüsse überwiegend, denn erst 1908 spielte erstmals ein Mexikaner in der Mannschaft mit. Aber bereits 1915 bestand die Mannschaft mehrheitlich aus Einheimischen. Im Laufe der Saison 1920/21 zerfiel die erfolgreiche Mannschaft, die zwischen 1917 und 1920 Serienmeister im Staat Hidalgo war, weil die meisten Spieler aus beruflichen Gründen nach Mexiko-Stadt versetzt worden waren. Dies hatte eine vorübergehende Auflösung des Vereins zur Folge.
Erst mit Einführung der zweiten Liga in der Saison 1950/51 wurde der jetzt unter der Bezeichnung CF Pachuca antretende Verein wiederbelebt. Nach dem Gewinn der Zweitligameisterschaft 1966/67 durfte Pachuca in den folgenden Jahren erstmals in der Primera División spielen. Nach dem Abstieg von 1973 verschwand man jedoch für 19 Jahre aus der höchsten Spielklasse, ehe zwei weitere Spielzeiten in der ersten Liga (1992/93 und 1996/97) jeweils auf ein Jahr begrenzt waren.
Erst seit der Saison 1998/99 spielt Pachuca wieder dauerhaft in der ersten Liga und durchlebt zurzeit die erfolgreichste Epoche seiner Vereinsgeschichte. So gewann der Verein seither fünf Meistertitel (seine ersten in der Profiära überhaupt), dreimal den CONCACAF Champions’ Cup und einmal die Copa Sudamericana.

### Meistermannschaften des Pachuca AC
Die Meistermannschaften des historischen Pachuca AC in der alten Primera Fuerza bestanden aus den folgenden Spielern:
- 1904/05: Charles A. Quickmire – Milliam Blamey, Richard Sobey – William Thomas, Stanley Dawe, Jack Rabling – Willie Rule, Harry Abraham, James Bennetts (Cap), Richard Jenkin, William Bray;[2] weitere Spieler im Kader waren: Thomas Patton, Jorge Camphius, Charles Dawe, John Dawe. (Trainer: Charles Grenfell)[3]
- 1917/18: Bartolomé Vargas Lugo, Salvador Roldán, John Brown, Felipe Aréchiga, Alfredo C. Crowle, J. Guadalupe Vargas Lugo, Mariano Jáuregui, Celedonio Foyo, Albert Pengelly, Fred Williams, William Pengelly (Spielertrainer), Carlos Orozco, James Henderson, Alfonso Ortiz, Horacio Ortiz, Enrique Esquivel, Juan Vial.
- 1919/20: Bartolomé Vargas Lugo, William Pengelly, Alfredo C. Crowle (Spielertrainer), James Henderson, Charles Wyatt, Enrique Esquivel, Salvador Roldán, Elías Vivar, Juan Vial, Carlos Orozco, Fred Williams, Alfonso Ortiz, Horacio Ortiz.[4]

### Meistermannschaften des CF Pachuca
Die nachstehenden Meistermannschaften des CF Pachuca in der Primera División (1999 bis 2007) wurden den Angaben bei Mediotiempo entnommen. Die Meistermannschaften der Clausura 2016 und Apertura 2022 folgen den Angaben bei Soccerway. Es werden jeweils nur Spieler mit mindestens einem Einsatz im jeweiligen Meisterschaftsjahr aufgeführt.
- Invierno 1999: Ignacio Carlos González, Jesús Alfaro (Tor) – Pablo Hernández Roetti, Manuel Vidrio, José Juan Hernández, Alberto Rodríguez, Adao Martínez (Abwehr) – Gabriel Caballero, Cesáreo Victorino, Octavio Valdez, Alfonso Sosa, Marcelino Bernal, Benjamín Galindo, Marco Antonio Garcés,[5] César Gómez, Guillermo Vázquez (Mittelfeld) – Pablo Hernán Gómez, Alejandro Glaría, Gerardo Mascareño, David Patiño (Sturm).
- Invierno 2001: Miguel Calero, Jesús Alfaro, Rubén García – José Francisco Gabriel de Anda, Marco Sánchez Yacuta, Manuel Vidrio, Alberto Rodríguez, Israel Velázquez, Carlos Morales, Fausto Pinto, José Juan Hernández, Adao Martínez, Gabriel Caballero, Alfonso Sosa, Andrés Chitiva, Marco Garcés, Jaime Correa, Alberto Jorge Orozco, Omar Arellano Nuño, Jorge Rodríguez – Sergio Santana, Walter Silvani, Hugo Brizuela, Ricardo Esqueda.
- Apertura 2003: Miguel Calero, Melitón Hernández – Alberto Rodríguez, José Francisco Gabriel de Anda, Manuel Vidrio, Joel Huiqui, Marco Sánchez Yacuta, Braulio Godínez – Octavio Valdez, Gabriel Caballero, Jaime Correa, Andrés Chitiva, Marinho Ledesma, Harold Lozano, Marco Garcés – Sergio Santana, Gabriel Álvez, Adolfo Bautista, Claudio Da Silva, Ricardo Esqueda.
- Clausura 2006: Miguel Calero, Carlos Velázquez – Fausto Pinto, Aquivaldo Mosquera, Fernando Salazar, Leobardo López, Eduardo Rergis Borja – Gabriel Caballero, Richard Núñez, Andrés Chitiva, Jaime Correa, Marvin Cabrera, Juan Pablo Alfaro, Omar Arellano Riverón, Enrique Badillo – Luis Ángel Landín, Nelson Cuevas, Juan Carlos Cacho, Carlos Gerardo Rodríguez, Hernán David Fernández.
- Clausura 2007: Miguel Calero, Melitón Hernández – Leobardo López, Aquivaldo Mosquera, Fausto Pinto, Fernando Salazar, Marvin Cabrera, Paul Aguilar, Marco Iván Pérez, Willy Guerrero – Gabriel Caballero, Damián Álvarez, Jaime Correa, Christián Giménez, Carlos Gerardo Rodríguez, Andrés Chitiva, Edy Germán Brambila, Luis Montes, Raúl Ascension, José Francisco Torres – Juan Carlos Cacho, Luis Ángel Landín, Omar Arellano Riverón.
- Clausura 2016: Óscar Pérez Rojas, Alfonso Blanco – Omar González, Víctor Guzmán, Stefan Medina, Aquivaldo Mosquera, Óscar Murillo – Steven Almeida, Emmanuel García, Erick Gutiérrez, Jorge Daniel Hernández, Hirving Lozano, Lucas Silva da Oliveira, José Joaquín Martínez, Jonathan Urretaviscaya – Rubén Botta, Franco Jara, Ariel Nahuelpán, Iván Ochoa, Rodolfo Pizarro, Gustavo Ramírez.
- Apertura 2022: Óscar Ustari, Carlos Moreno – Kevin Álvarez, Gustavo Cabral, Óscar Murillo, Miguel Tapias, Daniel Hernández, José Castillo – Luis Chávez, Mauricio Isais, Víctor Guzmán, Paulino de la Fuente, Marino Hinestroza, Javier López, Romario Ibarra, Israel Luna, Bryan González, Jahaziel Marchand, Pedro Pedraza – Nicolás Ibáñez, Érick Sánchez, Avilés Hurtado, Roberto de la Rosa, Illian Hernández.

### Die „beste Elf aller Zeiten“
Die mexikanische Sportzeitung Récord hat folgendes „Dreamteam“ des CF Pachuca mit den wichtigsten Spielern in der Vereinsgeschichte der Tuzos ermittelt (die Jahreszahlen in Klammern beschreiben die Vereinszugehörigkeit):
Miguel Calero (2000–2011) – Alberto Rodríguez (1994–1997 sowie 1998–2005), Leobardo López (2006–2012), Aquivaldo Mosquera (2005–2007), Octavio Valdez (1995–2001 sowie 2003–2005) – Gabriel „El eterno“ Caballero (3 Etappen zwischen 1998 und 2010), Christian „Chaco“ Giménez (2006–2009), Andrés Chitiva (2001–2011) – Alejandro „El Hueso“ Glaría (1998–2000), Pablo Hernán Gómez (1999–2001), Hernán Medford (1994–1997).

## Erfolge

### National

Altes Logo (bis 1994)

- Amateurmeisterschaft: 1905, 1918, 1920 (Pachuca AC)
- Profimeisterschaft: Invierno 1999, Invierno 2001, Apertura 2003, Clausura 2006, Clausura 2007, Clausura 2016, Apertura 2022
- Zweitligameisterschaft: 1995/96, Invierno 1997

### International
- FIFA Derby von Amerika: 2024
- FIFA Challenger Pokal: 2024
- CONCACAF Champions League/CONCACAF Champions Cup: 2002, 2007, 2008, 2009/10, 2016/17, 2024
- Copa Sudamericana: 2006
- SuperLiga (Nordamerika): 2007

## Trainer
- Javier Aguirre (1998–2001)